# Bokomara
Bokomara je česká folková hudební skupina založená v polovině osmdesátých let 20. století.

## Současní členové
- Luboš Javůrek - akustická kytara, foukací harmonika, zpěv
- Radek Mařík - akustická a elektrická kytara
- Hynek Tecl - banjo a baskytara, vokál
- Jiří Lukas - klávesy

Se skupinou vystupovala i Naďa Urbánková a v roce 2007 vydali společně CD Pouť na Želiv.

## Diskografie
Kompletní diskografie:
- Okno do ulice - Monitor, 1992
- Muž za rohem - FT Records/Monitor, 1994
- Všehochuť - JI-HO Music, 1995
- Bokomarie - FC, 1996
- Obratník raka - FT Records, 1998
- Hantec 3 - FT Records, 1999
- Miláček - BMG, 2003
- Cenathalie - Sony/BMG, 2005
- Pouť na Želiv - Naďa Urbánková a Bokomara, ARECA, 2007, AM 80450-2.